# 特魯羅城足球會
特魯羅城足球會（Truro City Football Club）是一支位於英格蘭特魯羅的職業足球會，目前於英格蘭足球全國聯賽南角逐。

## 外部連結
- Official website （页面存档备份，存于）
- Truro City@Football Club History Database